# Sociaaldemocratische Partij van Georgië
De Sociaaldemocratische Partij van Georgië (Georgisch: საქართველოს სოციალ-დემოკრატიული პარტია, Sakartvelos Sotsial-Demokratioeli Partia), ook wel bekend als de Mensjewistische Partij van Georgië, was een Georgische marxistische en sociaaldemocratische politieke partij die de Democratische Republiek Georgië bestuurde.
Na de Sovjet-annexatie van Georgië in 1921 werd de partij verboden in de Georgische sovjetrepubliek, maar leefde nog decennia voort in de emigrantengemeenschap. De partij werd feitelijk ontbonden nadat de belangrijkste leiders in ballingschap waren overleden.

## Geschiedenis
In de laatste decennia van de 19e eeuw joegen de intellectuelen Ilia Tsjavtsjavadze en Akaki Tsereteli het Georgisch culturele en nationale zelfbewustzijn aan tegen het Russische autoritaire bewind. Er ontstonden meerdere bewegingen die ondanks hun verschillen gematigder en meer bourgeois-nationalistisch waren dan de latere marxisten. Ze streefden niet naar het herstel van de onafhankelijkheid, maar naar een progressief sociaal rechtvaardig Rusland waar lokale talen, tradities en universele mensenrechten gerespecteerd zouden worden.

### Mesame Dasi
De vrijheidsidealen kregen een politieke factor onder invloed van 'Het Kapitaal' van Karl Marx, dat bij een jongere generatie Georgische intellectuelen beklijfde. Arbeidersschrijver Egnate Ninosjvili nam in 1892 het initiatief tot Mesame Dasi ('Derde Groep'), de eerste sociaaldemocratische beweging in de Kaukasus. Op de eerste bijeenkomst in Kvirila (Zestafoni) waren hoofdrolspelers van de Georgische onafhankelijkheid aanwezig, waaronder Noë Zjordania en Nikoloz Tsjcheidze. Mesame Dasi transformeerde later in de Sociaaldemocratische Partij van Georgië.
De narodniki hadden op die eerste bijeenkomst de overhand, waardoor Zjordania de meerderheid niet kon overtuigen van een revolutie via het nog onvolwassen Georgische proletariaat. Hij schreef daarna het partijmanifest 'Economische Vooruitgang en het Nationale Vraagstuk', een uitgebreide uiteenzetting van de marxistische economische doctrine toegepast op Georgische omstandigheden. Zjordania kon zich de opmars van het socialisme niet voorstellen zonder een overgang van feodalisme naar kapitalisme, wat een breuk was met andere socialisten. Het manifest werd in februari 1893 op de tweede bijeenkomst in Tbilisi unaniem aangenomen, waarmee de basis werd gelegd voor de Georgische mensjewistische sociaaldemocratie in de latere Democratische Republiek Georgië.

### Sociaaldemocratische Partij

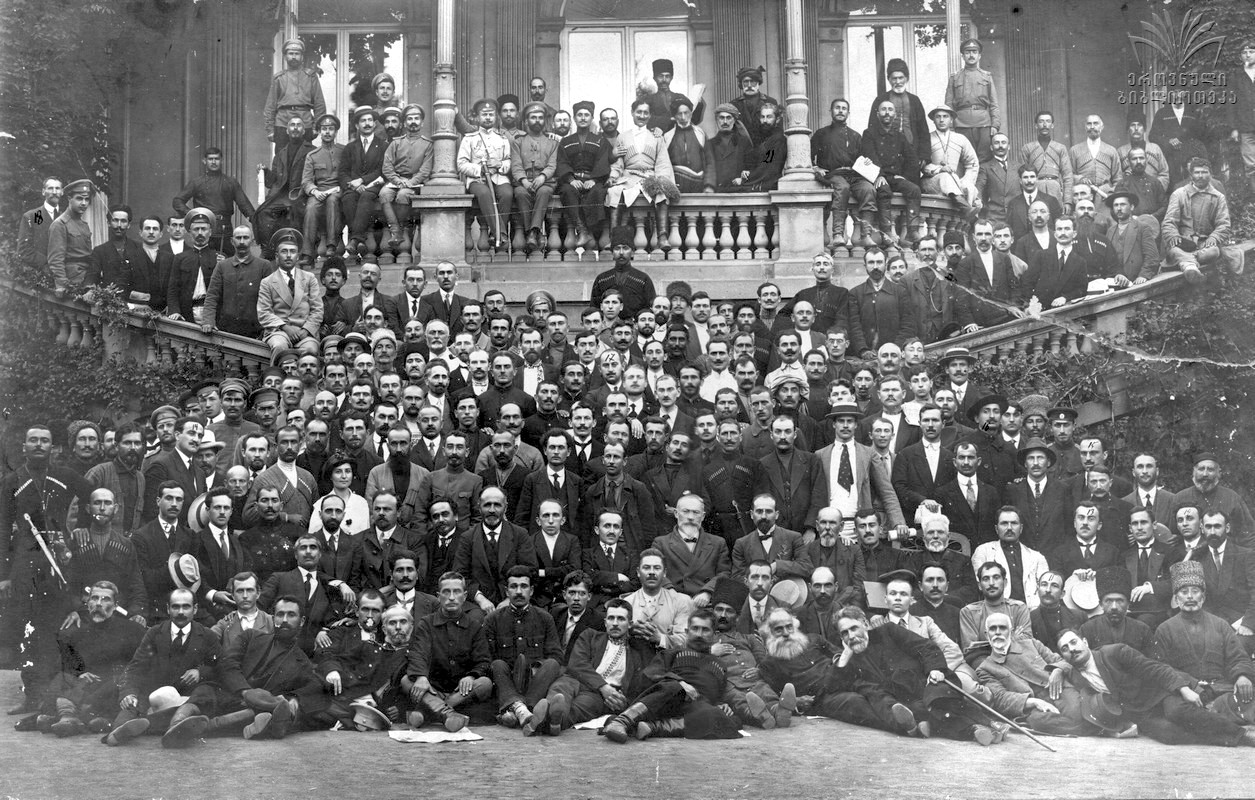
De sociaaldemocraten controleerden in 1917 de sovjets in Georgië.

In het begin van de 20e eeuw begonnen de verschillende revolutionaire en socialistische groepen in Georgië zich te organiseren in politieke partijen. De meeste leden van Mesame Dasi namen deel aan de Georgische tak van de Russische Sociaaldemocratische Arbeiderspartij, die in 1901 in Tbilisi zijn eerste congres hield. Al snel begon het bolsjewistisch-mensjewistisch schisma onder de socialisten op te spelen en leidde tot een scheuring in Russische Sociaaldemocratische Arbeiderspartij. De Georgische sociaaldemocraten gingen mee met de mensjewistische fractie, en hielden vast aan de betrekkelijk liberale koers van Europese sociaaldemocraten.
Na de Revolutie van 1905 werden verschillende leiders van de partij via de gouvernementen Tiflis en Koetais gekozen in de Russische Doema, waaronder Nikoloz Tsjcheidze, Akaki Tsjchenkeli, Evgeni Gegetsjkori, Isidore Ramisjvili, Irakli Tsereteli en Noë Zjordania. De Georgische mensjewieken hadden invloed in het Russisch bestuur: Tsjcheidze werd later voorzitter van de sovjet van Petrograd en Tsereteli werd minister in de Voorlopige Regering van Rusland. In alle vier Doema-verkiezingen tussen 1905 en 1917 wonnen de Georgische sociaaldemocraten de meeste zetels vanuit Georgië.

### Ambivalent nationalisme

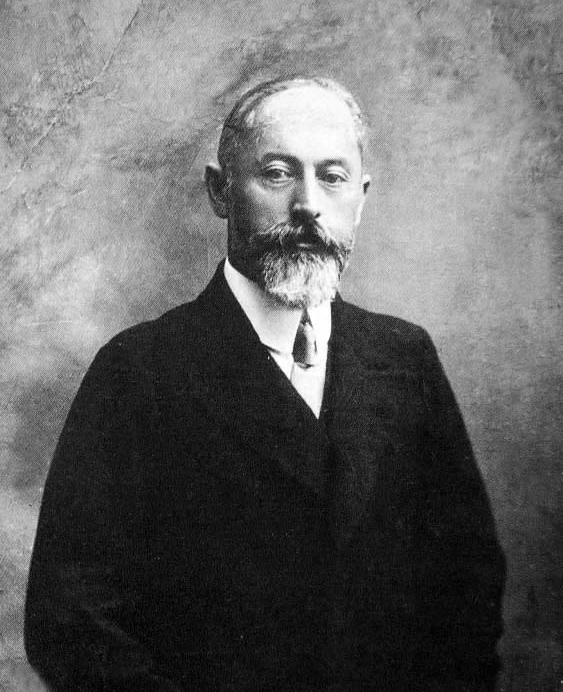
Partijleider Noë Zjordania raakte door de Oktoberrevolutie van 1917 ervan overtuigd dat de wegen met Rusland moesten scheiden.

De partij was vóór 1917 ambivalent over de onafhankelijkheid van Georgië van Rusland, waardoor zij door sommige Georgiërs werd bekritiseerd als "onpatriottisch en anti-nationaal". Anderen zagen hen als marxistische leiders in een zeer nationalistische strijd en beschouwden hen als onderdeel van het Georgisch nationalisme uit het begin van de 20e eeuw. Onderzoeker Sabanadze stelt dat ze "uniek waren in hun niet-nationalistische benadering van de nationale bevrijding". Ze stelt daarbij dat de partij een zeer succesvolle nationale beweging leidde, terwijl ze een zekere afstand hield van het nationalisme en het gebruik van nationalistische retoriek en ideologie vermeden. Op deze wijze zou de Sociaaldemocratische Partij in Georgië het nationalisme hebben gekaapt en voorkomen dat het nationalisme de ultieme fase zou bereiken.
Niettemin nam het besef toe onder de Georgische mensjewieken dat ze het uiteindelijk zouden afleggen in een socialistisch Rusland en dat hun belangen niet gediend waren in een bolsjewistisch bestuurd land. In 1916 werd in Lantsjchoeti onder leiding van Zjordania een conferentie van de Sociaaldemocratische Partij gehouden, waar besloten werd dat Georgië de onafhankelijkheid zou kunnen verklaren op het moment dat Rusland verslagen zou worden in de Eerste Wereldoorlog.
De Georgische sociaaldemocraten geloofden tot het laatst dat ze een gemeenschappelijke zaak deelden met hun Russische tegenhangers voor een democratisch Rusland, waar Georgië deel van uit zou maken. De bolsjewistische Oktoberrevolutie van 1917 was voor de Georgiërs niettemin een keerpunt. De weg naar de onafhankelijkheid werd een onvermijdelijke stap die men laat in het proces accepteerde. Eerst probeerde men nog eenheid te creëren in de Zuidelijke Kaukasus door de oprichting van het Transkaukasisch Commissariaat en de Transkaukasische Sejm in voorbereiding op de Transkaukasische Democratische Federatieve Republiek, maar dit bleek een onmogelijke unie.

### Democratische Republiek Georgië

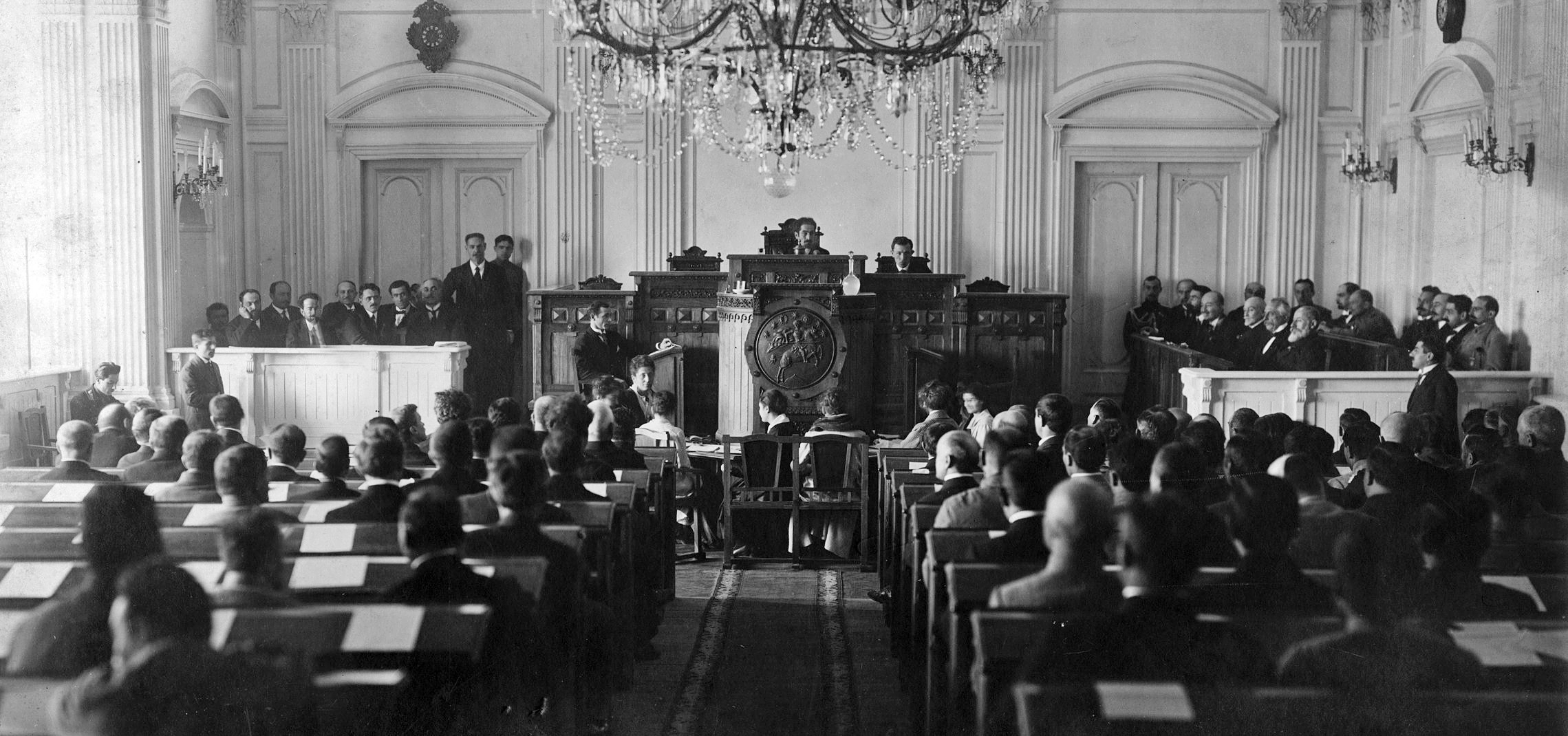
De Sociaaldemocratische Partij van Georgië was de democratisch gekozen regeringspartij in de Democratische Republiek Georgië.

Op 26 mei 1918 werd de Democratische Republiek Georgië uitgeroepen door de leiders van de Sociaaldemocratische Partij. In februari 1919 won de partij 81% van de stemmen en 109 van de 130 zetels bij de eerste parlementsverkiezingen in Georgië voor de grondwetgevende vergadering. De verkiezingen vonden plaats onder een voor die tijd progressieve kieswet met algemeen kiesrecht voor beide geslachten en een "gelijke, rechtstreekse en geheime stemming met evenredige vertegenwoordiging". Er gold geen kiesdrempel en de kiesgerechtigde leeftijd was 20 jaar. Namens de Sociaaldemocratische Partij werden vijf vrouwen en verschillende kandidaten van etnische minderheden verkozen. De jongste gekozen vrouw, de 31-jarige Kristine Sjarasjidze, werd tweede secretaris in het presidium van de grondwetgevende vergadering.
In maart 1921 werd de Georgische regering omvergeworpen door de invasie van het Rode Leger. De meeste leiders vluchtten naar het buitenland en de niet-boljsewistische partijen richtten in 1922 onder leiding van de sociaaldemocraten de Damkom op, het 'Comité voor de Onafhankelijkheid van Georgië'. Dit comité organiseerde opstanden en rebellie in de Georgische sovjetrepubliek. De partij werd verboden onder het Sovjet-regime. De Sociaaldemocratische Partij zette in Parijs een Buitenlands Bureau op als het nieuwe leidende orgaan van de partij. De partij was in ballingschap tussen 1923 en 1940 lid van de Tweede Internationale. Het bleef tot circa 1953 actief.

## Partijstandpunten
De Sociaaldemocratische Partij ambieerde een gemengd economisch systeem, om zo het proletariaat via het kapitalisme de overgang van feodalisme naar socialisme te laten maken, wat de partij een mensjewistisch van kleur maakte. De exploitatie van mineralen, transportmiddelen, havens, spoorwegen, bossen en uitgestrekte stukken land werden genationaliseerd, terwijl landhervormingen boeren tot grondeigenaar moesten maken en zo ondernemer werden. Daarnaast werden verschillende economische sectoren planmatig ontwikkeld.

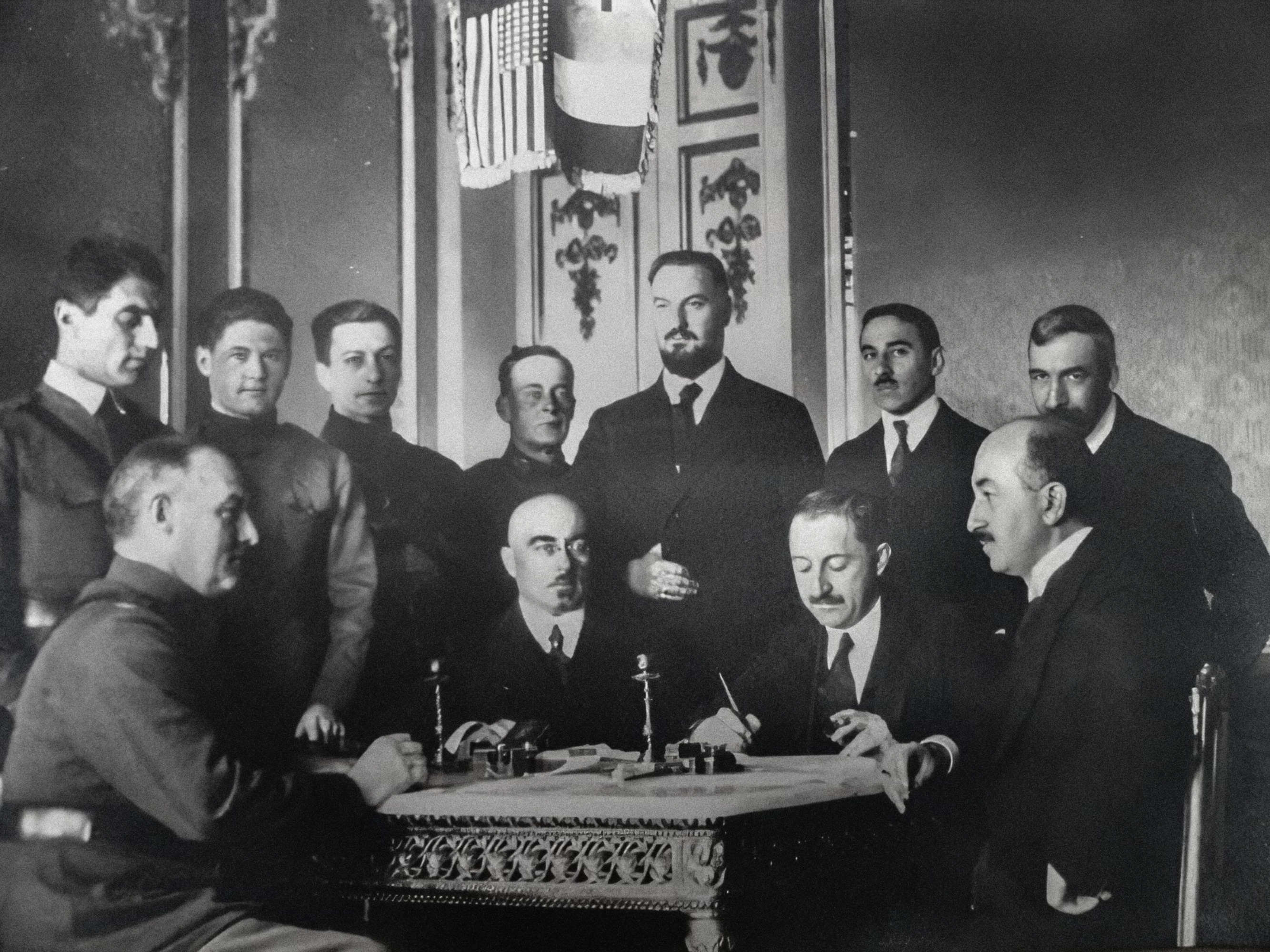
De sociaaldemocratische minister van Buitenlandse Zaken Evgeni Gegetsjkori onderhandelde een vredesovereenkomst tussen Armenië en Azerbeidzjan.

Belangrijke speerpunten van de partij waren:
- Ontwikkeling van de grondwet
- Oprichting van een parlementair systeem in Georgië.
- Invoering van algemeen kiesrecht voor mannen en vrouwen, maar ook voor buitenlanders die al meer dan twintig jaar in Georgië wonen.
- Vorming van een nationaal leger onder controle van de regering en een Nationale Garde onder parlementaire controle.
- Het verhogen van het alfabetiseringsniveau en het ontwikkelen van het onderwijssysteem.
- Er kwam een Arbeidswet die de invoering regelde van een achturige werkdag, arbeidsinspectie, normen voor minimumlonen en overwerkvergoedingen, werkloosheidsuitkeringen en betrokkenheid van vakbondsorganisaties op fabrieksniveau bij het fabrieksmanagement;

Het buitenlands beleid was vooral gericht op het stabiliseren van de volatiele omgeving rond Georgië en op de internationale erkenning van de republiek. Het land handelde militair puur uit zelfverdediging en initieerde geen enkele keer een conflict met de buren. Een aantal uitgangspunten van de sociaaldemocratische partij op dit vlak waren:
- Een onpartijdige positie en permanente neutraliteit tijdens internationale conflicten en oorlogen.
- Het gebruik van strijdkrachten alleen voor zelfverdedigings- en veiligheidsredenen.
- Ondersteuning van de integratie van de Kaukasische staten en het creëren van goede nabuurschapsbetrekkingen in de regio. Dit vertaalde zich in een reeks verdragen en initiatieven tot regionale vrede.

## Internationale relaties

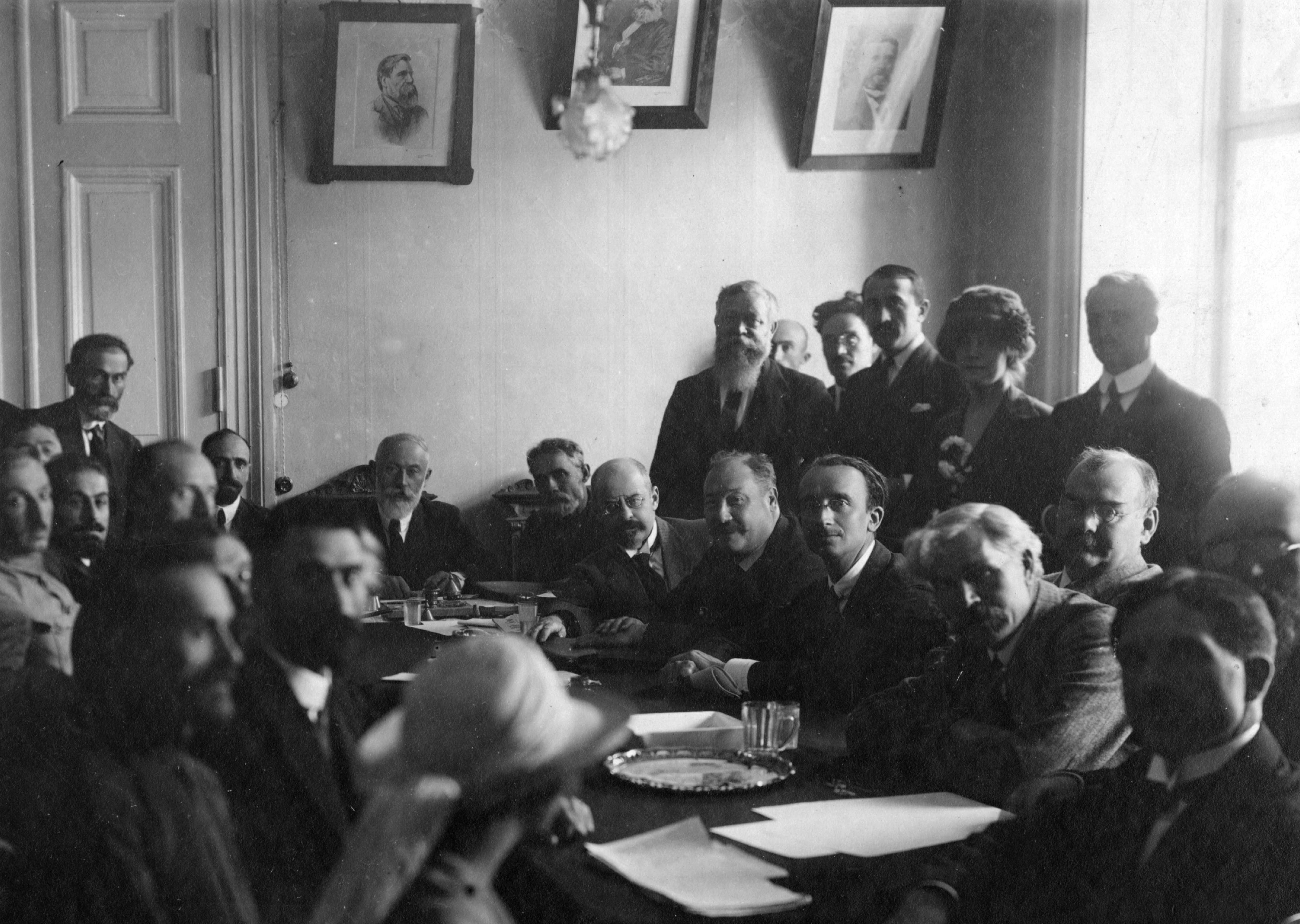
Bezoek van de Tweede Internationale in Tbilisi (september 1920).

De Sociaaldemocratische Partij zocht aansluiting bij de Tweede Internationale. Voormalig buitenlandminister Akaki Tsjchenkeli werd lid van de Permanente Internationale Commissie van de Tweede Internationale en hield een toespraak bij de Bern-conferentie. Hier werd een resolutie aangenomen die opriep tot de erkenning van de Georgische onafhankelijkheid, Twee maanden later, april van 1919, werden de Georgische sociaaldemocraten op de Amsterdam-conferentie lid van de Tweede Internationale. In 1920 kwam een delegatie van de Internationale naar Georgië.

## Nalatenschap
De belangrijkste prestatie van de Sociaaldemocratische Partij is dat het in een tijd van revolutionaire communistische machtsgrepen liet zien dat een democratische sociaaldemocratie ook mogelijk was. De partij zag hun sociale revolutie als een democratische machtsovername en zagen het net als Karl Kautsky niet als een dictatuur van één klasse. De sociaaldemocraten waren sterk geëuropeaniseerd door hun verblijf of ballingschap in West-Europa en brachten ideeën mee over gelijkheid, zelfbeschikking, democratie en burgerrechten. In een zeer turbulente periode had het moeite haar idealen te verwezenlijken, maar de belangrijkste democratische randvoorwaarden werden in de drie jaar dat de partij Georgië bestuurde wettelijk geïmplementeerd. 
Er kwam een pluriforme democratische staat die kort na de oprichting universeel kiesrecht invoerde en een progressieve grondwet met bescherming van vrouwenrechten, etnische- en religieuze minderheden. De vrijheid van meningsuiting, vrijheid van vereniging, politieke participatie en oppositie werd beschermd en de doodstraf werd afgeschaft. De sociaaldemocratische regering voerde wetgeving in die Georgië tot een van de meest egalitaire en vrije staten ter wereld zou hebben gemaakt, als de Sovjet-invasie dat niet had tegengehouden.